# Saint-Julien (Var)
Saint-Julien é uma comuna francesa na região administrativa da Provença-Alpes-Costa Azul, no departamento de Var. Estende-se por uma área de 75,88 km². Em 2010 a comuna tinha 2 447 habitantes (densidade: 32,2 hab./km²).